# Eugoa sinuata
Eugoa sinuata là một loài bướm đêm thuộc phân họ Arctiinae, họ Erebidae.